# ICC Men’s T20 World Cup 2026

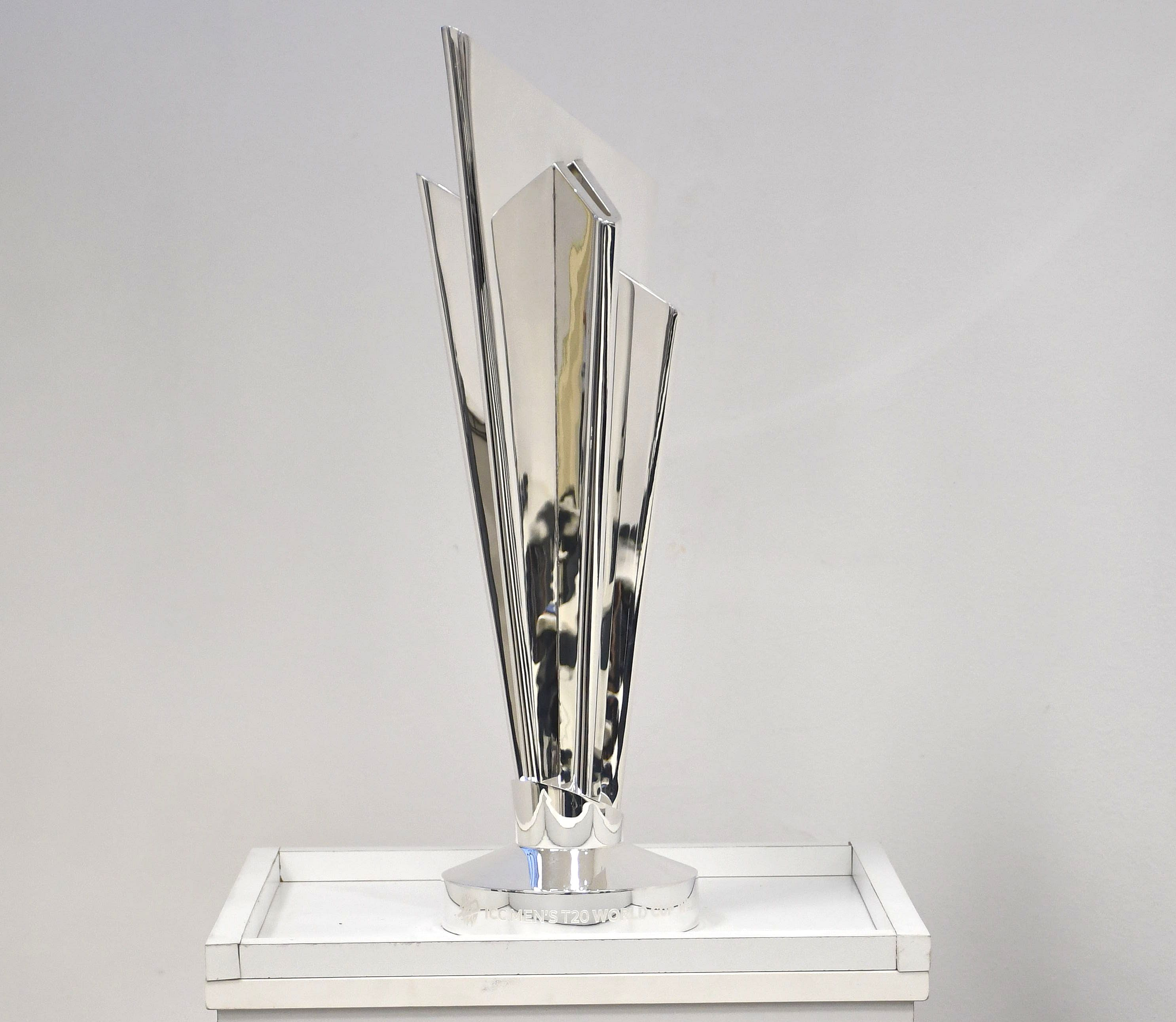
Die ICC Men’s T20 World Cup Trophy

Der ICC Men’s T20 World Cup 2026 soll im Februar und März 2026 in Indien und Sri Lanka ausgetragen werden. Es ist das zehnte Weltmeisterschaftsturnier im T20I-Cricket, der vom Weltverband International Cricket Council (ICC) organisiert wird und das jeweils zweite in Indien und Sri Lanka. Wie bei der vorhergehenden Ausgabe zwei Jahre zuvor ist die Teilnahme von 20 Mannschaften geplant. Der Mitgastgeber Indien ist auch der Titelverteidiger.
Das Turnierformat von 2024 bleibt unverändert und 20 Cricket-Nationalmannschaften sollen am T20 World Cup 2026 teilnehmen. Die 20 teilnehmenden Teams sind: Die beiden Gastgeber (Indien und Sri Lanka), die acht besten Mannschaften des vorhergehenden Turnieres (Afghanistan, Australien, Bangladesch, England, Südafrika, die Vereinigten Staaten und die West Indies), zusammen mit den drei nächstbesten Teams der T20I Championship zum 30. Juni 2024 (Irland, Neuseeland und Pakistan) sowie die Gewinner der kontinentalen Qualifikationsturniere. Im Juni 2025 sicherte sich Kanada den amerikanischen Startplatz und einem Monat später folgten Italien und die Niederlande als europäische Qualifikanten.
Während des T20 World Cup 2026 sollen 55 Spiele absolviert werden, darunter 40 in der Vorrunde, zwölf in der Super 8 und drei in der Finalrunde, einschließlich des Finales. Die Mannschaften werden in vier Gruppen zu je fünf Teams eingeteilt, wobei jedes einmal gegen die anderen der Gruppe antritt. Die beiden besten Mannschaften jeder Gruppe qualifizieren sich für die Super 8, wonach die vier besten Mannschaften das Halbfinale erreichen, dessen Gewinner im Finale aufeinandertreffen. Die acht besten Teams des T20 World Cup 2026 qualifizieren sich zusammen mit den beiden Gastgebern des T20 World Cup 2028 – Australien und Neuseeland – automatisch für dieses Turnier.

## Vergabe
Am 16. November 2021 verkündete der International Cricket Council die Gastgeber für die Weltturniere zwischen 2024 und 2031. Dabei wurde die Ausgabe 2026 an die beiden Gastgeber Indien und Sri Lanka vergeben. Sri Lanka hatte zuvor die ICC World Twenty20 2012 und Indien das Turnier 2016 ausgetragen. Dies ist jedoch der erste T20 World Cup, der von beiden Gastgebern gemeinsam ausgetragen wird. Ursprünglich wollte Sri Lanka den T20 World Cup 2026 alleine austragen, aufgrund des Mangels an geeigneten Stadien entschied jedoch der Weltverband, das Turnier an Indien und Sri Lanka zu vergeben.
Am 19. Dezember 2024 veröffentlichte der Weltverband eine Übereinkunft zwischen dem Board of Control for Cricket in India und dem Pakistan Cricket Board. Diese sieht für in Indien und Pakistan geplanten Turnieren vor, dass die Teams beider Länder zwischen 2024 und 2027 ihre Spiele in neutralen Stadien austragen. Demzufolge wird Pakistan seine Spiele beim T20 World Cup 2026 in Sri Lanka bestreiten.

## Teilnehmer
Insgesamt nehmen wie beim Vorturnier 20 Teams an dem Turnier teil. Die folgenden zwölf Mannschaften qualifizierten sich automatisch für den T20 World Cup 2024: Die beiden Gastgeber (Indien und Sri Lanka), die neben Indien sieben besten Mannschaften des vorhergehenden T20 World Cup 2024 (Afghanistan, Australien, Bangladesch, England, Südafrika, die Vereinigten Staaten und die West Indies) und die drei nächstbesten Mannschaften der T20I-Rangliste zum 30. Juni 2024 (Irland, Neuseeland und Pakistan). Um die übrigen acht Plätze wurde bei fünf kontinentalen Qualifikationsturnieren gespielt. Dabei wurden ursprünglich jeweils zwei Qualifikationsplätze an Afrika, Asien und Europa vergeben und jeweils einer an Amerika und East-Asia-Pacific. Am 22. Juli 2024 gab der Weltverband bekannt, dass die Plätze für Asien und East-Asia-Pacific zusammengelegt werden und eine gemeinsame Qualifikation mit drei Qualifikanten austragen.
Im Juni 2025 gewann Kanada die amerikanische Qualifikation und qualifizierte sich damit für seinen zweiten aufeinanderfolgenden T20 World Cup. Einen Monat später qualifizierten sich die Niederlande und Italien, nachdem sie die europäische Qualifikation auf dem ersten bzw. zweiten Platz abgeschlossen hatten. Die Niederlande qualifizierten sich für ihre siebente Turnierteilnahme, während dies für Italien die erste Teilnahme an einer Weltmeisterschaft ist; sie ließen in der Qualifikation den mehrmaligen Teilnehmer Schottland hinter sich. Außerdem wurde Italien nach den Vollmitgliedern England und Irland sowie den assoziierten Mitgliedern Niederlande und Schottland das fünfte Land Europas, das sich für ein internationales Cricketturnier qualifizieren konnte.

Teilnehmende Länder des T20 World Cup 2026.
Gastgeber
Qualifiziert als Top-Acht 2024
Qualifiziert durch die T20I-Rangliste
Qualifiziert über kontinentale Qualifikationsturniere
Nicht qualifiziert
Keine Teilnahme

| Land               | Qualifikationsgrundlage                   | Turnierteilnahme | Letztmalige Teilnahme | Bestes Ergebnis                                 |
| ------------------ | ----------------------------------------- | ---------------- | --------------------- | ----------------------------------------------- |
| Indien             | Gastgeber                                 | Zehnte           | 2024                  | Weltmeister (2007, 2024)                        |
| Sri Lanka          | Gastgeber                                 | Zehnte           | 2024                  | Weltmeister (2014)                              |
| Afghanistan        | Automatisch                               | Achte            | 2024                  | Halbfinale (2024)                               |
| Australien         | Automatisch                               | Zehnte           | 2024                  | Weltmeister (2021)                              |
| Bangladesch        | Automatisch                               | Zehnte           | 2024                  | Hauptrunde (2007, 2014, 2016, 2021, 2022, 2024) |
| England            | Automatisch                               | Zehnte           | 2024                  | Weltmeister (2010, 2022)                        |
| Südafrika          | Automatisch                               | Zehnte           | 2024                  | Finalist (2024)                                 |
| Vereinigte Staaten | Automatisch                               | Zweite           | 2024                  | Hauptrunde (2024)                               |
| West Indies        | Automatisch                               | Zehnte           | 2024                  | Weltmeister (2012, 2016)                        |
| Irland             | T20I Championship zum 1. Juli 2024        | Neunte           | 2024                  | Hauptrunde (2009, 2022)                         |
| Neuseeland         | T20I Championship zum 1. Juli 2024        | Zehnte           | 2024                  | Finalist (2021)                                 |
| Pakistan           | T20I Championship zum 1. Juli 2024        | Zehnte           | 2024                  | Weltmeister (2009)                              |
| Kanada             | Amerika-Qualifikation                     | Zweite           | 2024                  | Vorrunde (2024)                                 |
| Italien            | Europa-Qualifikation                      | Erste            | –                     | Debüt                                           |
| Niederlande        | Europa-Qualifikation                      | Siebente         | 2024                  | Hauptrunde (2014, 2022)                         |
|                    | Afrika-Qualifikation                      |                  |                       |                                                 |
|                    |                                           |                  |                       |                                                 |
|                    | Asien- und Ostasien/Pazifik-Qualifikation |                  |                       |                                                 |
|                    |                                           |                  |                       |                                                 |
|                    |                                           |                  |                       |                                                 |

## Format
Die zwanzig Teams werden in vier Gruppen mit jeweils fünf Mannschaften aufgeteilt. Die jeweils zwei bestplatzierten einer Gruppe qualifizieren sich für die Super 8. Dort werden die Teams abermals in zwei Gruppen mit jeweils vier Mannschaften aufgeteilt. Die jeweils beiden bestplatzierten einer Gruppe qualifizieren sich dann für das Halbfinale, deren Sieger das Finale bestreiten.